# Quincy Amarikwa
Quincy Obinna Amarikwa (* 29. Oktober 1987 in Bakersfield) ist ein US-amerikanischer Fußballspieler, der meist als Stürmer eingesetzt wird.

## Karriere

### Jugend und Amateurfußball
Amarikwa wuchs in Bakersfield auf und ging dort auf Liberty High School. Nachdem er dort seinen Abschluss erlangt hatte, ging er auf die University of California und spielte dort für die Fußballmannschaft seiner Universität. Er war Teil der Mannschaft, die 2008 zum ersten Mal in der Geschichte der University of California die zweite Runde der NCAA-College-Meisterschaft erreichte.
Während seiner Zeit am College spielte er außerdem in der Premier Development League für Bakersfield Brigade.

### Vereinskarriere
Amarikwa wurde am 15. Januar 2009 als zweiter Pick in der dritten Runde (32. insgesamt) im MLS SuperDraft 2009 von den San José Earthquakes gewählt. Dort gab er sein Profidebüt in der Major League Soccer am 21. März 2009 gegen New England Revolution. Sein erstes Tor erzielte er am 7. Oktober 2009 im Spiel gegen den FC Dallas.
Am 7. April 2010 wurde Amarikwa gegen einen Zweitrundenpick im MLS SuperDraft 2012 zu den Colorado Rapids transferiert. Dort absolvierte er 31 Spiele und gewann in seiner ersten Saison bei den Rapids den MLS Cup.
Am 28. Juni 2012 wurde er von den Colorado Rapids freigestellt und seine Transferrechte an die New York Red Bulls übertragen. Nachdem er in zwei Wochen Training bei den Red Bulls nicht überzeugen konnte, wurde er für einen Conditional Draft Pick an den Toronto FC transferiert. Dort konnte er sein erstes Tor bei der World Football Challenge gegen den FC Liverpool erzielen. Sein MLS-Debüt für Toronto absolvierte er am 28. Juli 2012 bei der 2:0-Niederlage gegen Houston Dynamo.
Am 27. Februar 2013 wechselte Amarikwa im Austausch gegen einen Draft Pick im MLS Supplemental Draft 2014 zu Chicago Fire.
Nach eineinhalb Jahren wechselte er im Tausch gegen Ty Harden erneut zu San José Earthquakes. Bei seinem zweiten Debüt für die Earthquakes erzielte er zwei Tore in vier Minuten gegen Los Angeles Galaxy. In demselben Spiel absolvierte Steven Gerrard sein MLS-Debüt für Los Angeles.

## Erfolge

### Colorado Rapids
- Major League Soccer MLS Cup (1): 2010